# La Bataille de Solférino
La Bataille de Solférino è un film del 2013 scritto e diretto da Justine Triet, al suo esordio alla regia di un lungometraggio.

## Trama
Durante il 2º turno delle elezioni presidenziali in Francia del 2012, la giornalista parigina TV Lætitia sta girando un servizio a rue de Solférino, sede del Partito Socialista, quando riceve la visita dell'ex-marito Vincent, alterato e in ritardo di oltre un giorno per la consueta visita mensile alle figlie.

## Considerazioni
La storia cruda mette in evidenza un brutale contrasto tra i caratteri dei personaggi e il loro mestiere. I protagonisti, coniugi separati, un disegnatore di Bande dessinée che mai si vede al lavoro e una ex moglie sempre impegnata come inviata televisiva, hanno un rapporto con le bambine, abbandonate a se stesse, abnorme: il primo esagerando un lato affettivo attraverso il quale poter affrontare la propria indifferenza personale, la seconda esagerando il lato materiale. Fin da questo primo film quindi la regista mette in pratica quanto ha avuto occasione di dichiarare: «Spesso, le persone che vogliono realizzare film realistici credono all’ideale della purezza. Al contrario, ciò che a me interessa è l’impurità, sia nella forma sia nel contenuto. I miei personaggi sono “disadattati e immondi”, bambini cresciuti in preda al panico che hanno perso la capacità di vivere. Io preferisco le cose nella loro crudezza rispetto ai fantasmi o al racconto moderno. Laetitia e Vincent a volte sono difficili, mostruosi o violenti, ma sono vivi!».

## Riconoscimenti
- 2013 – Festival internazionale del cinema di Mar del Plata
  - Astor d'argento al miglior attore a Vincent Macaigne
- 2014 – Premi César
  - Candidatura per la migliore opera prima a Justine Triet